# 佐怒賀三夫
佐怒賀 三夫（さぬか みつお、1926年〈大正15年〉3月23日 - ）は、日本のテレビ評論家。
茨城県生まれ。東京高等工芸学校（現・千葉大学工学部）卒業。東京新聞文化部記者、1967年に退職して評論家。1972年から1997年まで、文化庁芸術祭賞、芸術作品賞テレビ部門審査員、芸術選奨選考審査員を務める。毎日芸術賞諮問委員、放送文化基金賞専門委員など。また、1968年から1987年「テレビ大賞」、1982年「向田邦子賞」の創設に係わる。元向田賞選考委員、現在運営委員。

## 著書
- テレビの発想 1971 潮新書
- この道ひとすじ NHK編 佐怒賀三夫 構成 日本放送出版協会 1972
- 『テレビドラマ史 : 人と映像』日本放送出版協会、1978年9月20日。
- ドラマの風景 同時代14人の作家たち 日本放送出版協会 1995.5
- 向田邦子のかくれんぼ NHK出版 2011.6

## 参考
- 向田邦子のかくれんぼ - 紀伊国屋書店BookWeb：著者紹介あり